# Nattmanstjärnet
Nattmanstjärnet är en sjö i Borås kommun i Västergötland och ingår i Rolfsåns huvudavrinningsområde.